# Dorothy Hart

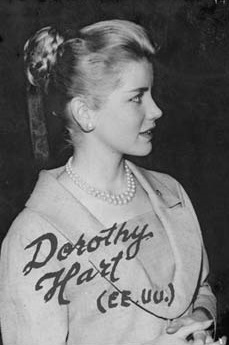
Dorothy Hart

Dorothy Hart (* 4. April 1923 in Cleveland, Ohio; † 11. Juli 2004 in Asheville, North Carolina) war eine US-amerikanische Schauspielerin.

## Leben
Hart begann ihre Karriere Anfang der 1940er Jahre als Model und erhielt 1947, nach nur einem Film für Columbia Pictures (Rächer ohne Waffen), einen Vertrag bei Universal Pictures. Dort hatte sie ihren größten Erfolg im zweifach Oscar-prämierten Werk von Jules Dassin, Stadt ohne Maske. Deutschen Zuschauern war sie vermutlich hauptsächlich als Jane in Tarzan, der Verteidiger des Dschungels mit Lex Barker bekannt. Trotz – oder vielleicht gerade wegen – ihrer Eleganz und starken Ausstrahlung gelang es dem Studio nicht, sie adäquat zu besetzen, und so wurde sie mehr oder weniger in B-Movies wie Western und Gefängnisfilmen verheizt. Infolgedessen gab sie ihre Filmkarriere Anfang der 1950er Jahre auf; die Produktionen von Hollywoods Filmindustrie waren ihr zu oberflächlich geworden, wie sie selbst sinngemäß ausführte.

## Filmografie (Auswahl)
- 1947: Rächer ohne Waffen (Gunfighters)
- 1947: Eine Göttin auf Erden (Down to Earth)
- 1947: Der Verbannte (The Exile)
- 1948: Stadt ohne Maske (The Naked City)
- 1948: Betrug (Larceny)
- 1948: The Countess of Monte Cristo
- 1949: Rebellen der Steppe (Calamity Jane and Sam Bass)
- 1949: Die Geschichte der Molly X (The Story of Molly X)
- 1949: Tödlicher Sog (Undertow)
- 1950: Ins Leben entlassen (Outside the Wall)
- 1951: Überfall am Raton-Paß (Raton Pass)
- 1951: Ich war FBI Mann M.C. (I Was a Communist for the FBI)
- 1951: Meuterei im Morgengrauen (Inside the Walls of Folsom Prison)
- 1952: Tarzan, der Verteidiger des Dschungels (Tarzan’s Savage Fury)
- 1952: Hyänen der Unterwelt (Loan Shark)